# Stephen Lee (attore)
Stephen Lee (Englewood, 11 novembre 1955 – Los Angeles, 14 agosto 2014) è stato un attore statunitense.

## Biografia
Nato a Englewood nel New Jersey ma cresciuto a Kansas City, nel Missouri, è apparso durante la sua carriera in oltre 90 programmi televisivi, in diversi film e due episodi della serie televisiva Star Trek: The Next Generation.
È morto il 14 agosto 2014 per un attacco cardiaco a 58 anni.

## Filmografia parziale

### Cinema
- Wargames - Giochi di guerra (WarGames), regia di John Badham (1983)
- Dimensione inferno (Purple Hearts), regia di Sidney J. Furie (1984)
- China Blue (Crimes of Passion), regia di Ken Russell (1984)
- Dolls, regia di Stuart Gordon (1987)
- La Bamba, regia di Luis Valdez (1987)
- Portrait of a White Marriage (1988)
- Kid Safe: The Video (1998)
- RoboCop 2, regia di Irvin Kershner (1990)
- Il pozzo e il pendolo (The Pit and the Pendulum), regia di Stuart Gordon (1991)
- Prehysteria (1993)
- Who do I Gotta Kill, regia di Frank Rainone (1994)
- Black Scorpion, regia di Jonathan Winfrey (1995)
- Carnosaur 3: Primal Species, regia di Jonathan Winfrey (1996)
- Black Scorpion II, regia di Jonathan Winfrey (1996)
- Il negoziatore (The Negotiator), regia di F. Gary Grey (1998)
- Lured Innocence (2000)
- Burlesque, regia di Steven Antin (2010)

### Televisione
- Storie incredibili (Amazing Stories) - serie TV, episodio 1x11 (1985)
- Star Trek: The Next Generation – serie TV, episodi 3x09-7x04 (1989-1993)
- Perry Mason: Fiori d'arancio (Perry Mason: The Case of the Heartbroken Bride), regia di Christian I. Nyby II – film TV (1992)
- Becker - serie TV, episodio 2x06 (1999)
- West Wing - Tutti gli uomini del Presidente (The West Wing) - serie TV, episodio 5x11 (2004)
- NCIS - Unità anticrimine – serie TV, un episodio (2007)
- Ghost Whisperer - Presenze (Ghost Whisperer) – serie TV, un episodio (2010)

## Doppiatori italiani
Nelle versioni in italiano delle opere in cui ha recitato, Stephen Lee è stato doppiato da:
- Roberto Draghetti in CSI - Scena del crimine, Ghost Whisperer - Presenze
- Manlio De Angelis in Top Secret
- Claudio Fattoretto in Robocop 2
- Dante Biagioni ne Il pozzo e il pensolo
- Sandro Sardone in Star Trek: The Next Generation (ep. 7x04)
- Eugenio Marinelli in Tutto in famiglia
- Enzo Avolio in Grey's Anatomy
- Alessandro Ballico in NCIS - Unità anticrimine
- Roberto Stocchi in Fear Itself